# Schweizer Meisterschaften im Skispringen 2020
Die Schweizer Meisterschaften im Skispringen 2020 fanden am 24. Oktober 2020 in Einsiedeln statt. Die Wettbewerbe wurden auf den Schanzen Einsiedeln ausgetragen. Während die Männer auf der Andreas Küttel-Schanze (K105 / HS117) sprangen, wurde der Wettkampf der Frauen auf der Simon Ammann-Schanze (K70 / HS77) abgehalten. Die Meisterschaften waren ursprünglich für das Wochenende vom 9. bis 11. Oktober geplant gewesen, doch machten die Infektionen der Athleten Killian Peier und Andreas Schuler mit dem Virus SARS-CoV-2 eine Verlegung notwendig. Aufgrund dessen wurde das Teamspringen kurzfristig abgesagt und auch ein Wettbewerb für die U16-Jugend wurde nicht abgehalten. Die Schweizer Meisterschaften wurden anlässlich des fünften Sommerevents der Helvetia Nordic Trophy durchgeführt. Wettkampfleiter war Marco Grigoli, während Rico Parpan als Technischer Delegierter fungierte. Cheftrainer der Schweizer Elite war Ronny Hornschuh. Die Durchführung der Veranstaltung erfolgte nach dem Wettkampfreglement von Swiss-Ski.
Als Favorit galt der Titelverteidiger Killian Peier. Dieser stürzte jedoch im ersten Durchgang und konnte daher im Finaldurchgang nicht mehr antreten. Bei seinem Sturz zog er sich einen Riss des vorderen Kreuzbandes am rechten Knie sowie eine Schnittwunde am Kinn zu. Schweizer Meister wurde Gregor Deschwanden, der damit im Alter von 29 Jahren erstmals den Titel gewann. Bei den Frauen gewann Sina Arnet, die für den ortsansässigen SC Einsiedeln startete.

## Programm und Zeitplan
Das Programm der Meisterschaften wurde auf drei Tage aufgeteilt. Lediglich beim Meisterschaftsspringen der Männer gab es einen Finaldurchgang mit umgekehrter Reihenfolge.
| Datum                  | Uhrzeit                   | Ereignis                 | Ort                  |
| ---------------------- | ------------------------- | ------------------------ | -------------------- |
| Fr., 23. Oktober       | 16:00                     | Freies Training          | Schanzen Einsiedeln: |
| Fr., 23. Oktober       | 20:00                     | Mannschaftsführersitzung | Schanzen Einsiedeln: |
| Sa., 24. Oktober       |                           |                          | Schanzen Einsiedeln: |
| 14:00                  | Probedurchgang (Frauen)   |                          | Schanzen Einsiedeln: |
| anschließend (+15 min) | 1. Durchgang (Frauen)     |                          | Schanzen Einsiedeln: |
| anschließend (+15 min) | 2. Durchgang (Frauen)     |                          | Schanzen Einsiedeln: |
| anschließend           | Rangverkündigung (Frauen) |                          | Schanzen Einsiedeln: |
| 17:30                  | Probedurchgang (Männer)   |                          | Schanzen Einsiedeln: |
| anschließend (+15 min) | 1. Durchgang (Männer)     |                          | Schanzen Einsiedeln: |
| anschließend (+15 min) | 2. Durchgang (Männer)     |                          | Schanzen Einsiedeln: |
| anschließend           | Rangverkündigung (Männer) |                          | Schanzen Einsiedeln: |

## Ergebnisse

### Frauen
Das Meisterschaftsspringen der Frauen fand auf der Mittelschanze statt.
| Platz | Name           | Verein             | Weite 1 | Weite 2 | Punkte |
| ----- | -------------- | ------------------ | ------- | ------- | ------ |
| 01.   | Sina Arnet     | SC Einsiedeln      | 070,0   | 074,5   | 245,5  |
| 02.   | Emely Torazza  | SC Riedern         | 068,0   | 070,0   | 230,2  |
| 03.   | Rea Kindlimann | SC Am Bachtel Wald | 063,5   | 066,0   | 215,0  |
| 04.   | Celina Wasser  | SC Am Bachtel Wald | 063,5   | 058,0   | 172,3  |
| 05.   | Nora Gutknecht | SC Am Bachtel Wald | 057,5   | 058,5   | 153,7  |

### Männer
Das Meisterschaftsspringen der sogenannten Elite fand auf der Grossschanze statt. Killian Peier zeigte im ersten Durchgang mit 116,5 Metern zwar den weitesten Sprung, kam dabei jedoch zu Fall und konnte im zweiten Durchgang nicht mehr starten. Es nahmen 20 Athleten am Wettbewerb teil.
| Platz | Name               | Verein                 | Weite 1 | Weite 2 | Punkte |
| ----- | ------------------ | ---------------------- | ------- | ------- | ------ |
| 01.   | Gregor Deschwanden | SC Horw                | 116,0   | 109,0   | 289,0  |
| 02.   | Dominik Peter      | SC Am Bachtel Wald     | 110,5   | 106,5   | 273,5  |
| 03.   | Simon Ammann       | SSC Toggenburg         | 110,5   | 106,5   | 273,0  |
| 04.   | Sandro Hauswirth   | SC Gstaad              | 107,0   | 102,5   | 259,5  |
| 05.   | Lars Kindlimann    | SC Am Bachtel Wald     | 099,0   | 096,5   | 229,8  |
| 06.   | Olan Lacroix       | SC Les Diablerets      | 106,5   | 094,5   | 226,8  |
| 07.   | Yanick Wasser      | SC Einsiedeln          | 099,5   | 105,0   | 212,6  |
| 08.   | Pascal Müller      | SC Einsiedeln          | 103,5   | 088,0   | 202,7  |
| 09.   | Janne Perini       | Nordique Stella Alpina | 097,5   | 098,0   | 191,9  |
| 10.   | Felix Trunz        | SC Am Bachtel Wald     | 091,0   | 091,5   | 169,0  |

### Junioren
Das Meisterschaftsspringen der Junioren fand auf der Grossschanze statt und war in das der Männer integriert.
| Platz | Name          | Verein             | Weite 1 | Weite 2 | Punkte |
| ----- | ------------- | ------------------ | ------- | ------- | ------ |
| 01.   | Dominik Peter | SC Am Bachtel Wald | 110,5   | 106,5   | 273,5  |
| 02.   | Olan Lacroix  | SC Les Diablerets  | 106,5   | 094,5   | 226,8  |
| 03.   | Yanick Wasser | SC Einsiedeln      | 099,5   | 105,0   | 212,6  |